# Llista de sobirans i presidents del territori rus
Heus aquí la llista dels sobirans dels territoris que han fet possible la unificació el 1547 del territori rus per part d'Ivan IV el Terrible.
El fet que la saga de Grans Prínceps de Vladimir-Suzdal no estigui completa, és degut al fet que la resta d'integrants d'aquesta no intervé en el procés de gestació de l'actual Rússia. Tanmateix, la versió completa de la llista és consultable.

## Llista de sobirans ruríkides
Príncep de Nóvgorod
- Rurik (860-879)

Grans ducs de Kíev
- Oleg (879- 912)
- Igor I (912- 945)
- Olga de Kíev (Regent) (945- 962)
- Sviatoslav I (962- 972)
- Yaropolk I (972- 980)
- Vladímir I de Kíev (980- 1015)
- Sviatopolk I de Kíev (1015- 1016)
- Yaroslav I (1016-1017)
- Sviatopolk I de Kíev (1017-1019)
- Yaroslav (1019- 1054)
- Iziaslav I de Kíev (1054- 1068),
- Vseslav I de Kíev (1068- 1069)
- Iziaslav I de Kíev (2a vegada) (1069- 1073),
- Sviatoslav II (1073- 1076)
- Vsèvolod I de Kíev (1076-1077)
- Iziaslav I de Kíev (3a vegada) (1077- 1078)
- Vsèvolod de Kíev (2a vegada) (1078- 1093)
- Sviatopolk II de Kíev (1093- 1113)
- Vladimir II Monomakh(1113- 1125)
- Mstislav I de Kíev (1125- 1132)
- Yaropolk II de Kíev (1132- 1139)
- Vyacheslav I de Kíev (1139)
- Vsèvolod II de Kíev (1139- 1146)
- Igor II de Kíev (1146)
- Iziaslav II de Kíev (1146- 1149)
- Yuri I Dolgorukii de Kíev (1149- 1150)
- Iziaslav II de Kíev (2a vegada) (1150)
- Vyacheslav I de Kíev (2a vegada) (1150)
- Yuri I Dolgorukii de Kíev (2a vegada) (1150-1151)
- Vyacheslav I de Kíev (2a vegada) (1151-1154)
- Rostislav I de Kiev (1154-1155)
- Iziaslav III de Kíev (1155
- Yuri I Dolgorukii de Kíev (3a vegada) (1155-1157)
- Iziaslav III de Kíev (1157)
- Mstislav II (1157-1158)
- Rostislav I de Kíev (2a vegada) (1158- 1161)
- Iziaslav III de Kíev (2a vegada) (1161)
- Rostislav I de Kíev (3a vegada) (1161-1167)
- Mstislav II de Kíev (2a vegada) (1167-1169)
- Gleb I de Kíev (1169)
- Andrei I de Kíev (1169-1170)
- Gleb I de Kíev (2a vegada) (1170-1171)
- Vladimir III de Kíev (1171)
- Mikhailo I de Kíev (1171)
- Roman I de Kíev (1171- 1172
- Rurik I de Kíev (1172
- Roman I de Kíev (2a vegada) (1172-1173)
- Vsèvolod III de Kíev (1173)
- Rurik I de Kíev (2a vegada)(1173–1211, with intervals)
- Sviatoslav III de Kíev (1173-1174), 1176–1180, 1181–1194)
- Yaroslav II de Kíev, (1174- 1175, 1180)
- Roman I de Kíev (3a vegada) (1175-1177)
- Sviatoslav III de Kíev (2a vegada)
- Rurik I de Kíev (3a vegada) (1180-1181)
- Sviatoslav III de Kíev (3a vegada) (1181-1194)
- Rurik I de Kíev (4a vegada) (1194-1202
- Ingvar I de Kíev (1202)
- Rurik I de Kíev (5a vegada) (1202-1204)
- Rostislav II de Kíev (1204- 1206)
- Rurik I de Kíev (6a vegada) (1206)
- Vsèvolod IV de Kíev (1206- 1207
- Rurik I de Kíev (7a vegada) (1207-1211)
- Vsèvolod IV de Kíev (2a vegada) (1211-1212)
- Ingvar I de Kíev (2a vegada) (1214)
- Mstislav III de Kíev (1214- 1223)
- Vladimir III de Kíev (1223- 1235)
- Iziaslav IV de Kíev (1235- 1236)
- Yaroslav III de Kíev (1236- 1238)
- Mikhailo II de Kíev (1238- 1239)
- Rostislav III de Kíev (1239)
- Danylo I de Kíev (1239- 1240)

### Grans Prínceps de Vladimir-Suzdal
Llista de Grans Prínceps de Vladímir-Súzdal
- Yaroslav II de Vladímir (1238-1246)
- Svyatoslav III de Vladímir (1246-1249)
- Andrei II de Vladímir (1249-1252)
- Aleksandr Nevski (1252-1263)

### Prínceps i grans prínceps de Moscou
- Daniïl I de Moscou (1283- 1303) (Des de 1261, però en no tenir la majoria d'edat, el seu germà Dmitri farà de regent fins al 1283)
- Yuri I de Moscou (1303- 1325)
- Ivan I Kalita (1325- 1341)
- Semen I de Moscou (1341- 1353)
- Ivan II de Moscou (1353- 1359)
- Dmitri I Donskoi (1359- 1389)
- Vassili I de Moscou (1389- 1425)
- Vassili II de Moscou (1425- 1433)
- Yuri II de Zvenigorod (1433)
- Vassili II de Moscou (2a vegada) (1433-1434)
- Yuri II de Zvenigorod (2a vegada) (1434)
- Vassili el Guerxo (1434)
- Vassili II de Moscou (3a vegada) (1434-1446)
- Dmitri V Shemyaka de Gallicia (1446-1447)
- Vassili II de Moscou (4a vegada) (1447-1462)
- Ivan III el Gran (1462- 1505)
- Vassili III de Moscou (1505- 1533)
- Ivan IV el Terrible (1533-1547)

### Tsars russos
- Ivan IV el Terrible (1547- 1584)
- Fíodor I de Rússia (1584- 1598)

## Sobirans Romànov
- Borís Godunov (1598-1605)
- Fíodor II (1605)
- Fals Dmitri II (1605-1606) (tsar fals)
- Vassili IV (1606-1610)
- Fals Dmitri III (1608-1610) (tsar fals)
- Ladislau Vasa (1610-1613)
- Fals Dmitri IV (1612) (tsar fals)
- Miquel I (1613-1645) (primer tsar de la dinastia Romànov)
- Aleix de Rússia (1645-1676)
- Teodor III de Rússia (1676-1682)
- Ivan V (1682-1696) (regna juntament amb Pere I)
- Pere I (1682-1721) (regna juntament amb Ivan V)

### Emperadors de Rússia (1721-1917)
- Pere I (1721-1725)
- Caterina I (1725-1727)
- Pere II (1727-1730)
- Anna I (1730-1740)
- Ivan VI (1740-1741)
- Elisabet (1741-1762)
- Pere III (1762)
- Caterina II (1762-1796)
- Pau I (1796-1801)
- Alexandre I (1801-1825)
- Nicolau I (1825-1855)
- Alexandre II (1855-1881)
- Alexandre III (1881-1894)
- Nicolau II (1894-1917) (darrer tsar de la dinastia Romanov)

## Govern provisional
- Príncep Lvov (23 de març-21 de juliol de 1917)
- Aleksandr Kérenski (21 de juliol-8 de novembre de 1917)
- Lenin (1917-1922)

## URSS
- Lenin (1922-1924)
- Stalin (1924-1953)
- Georgi Malenkov (1953)
- Nikita Khrusxov (1953-1964)
- Leonid Bréjnev (1964-1982)
- Iuri Andrópov (1982-1984)
- Konstantín Txernenko (1984-1985)
- Mikhaïl Gorbatxov (1985-1991)

## Presidents de Rússia
- Borís Ieltsin (1991-1999)
- Vladímir Putin (1999-2008)
- Dmitri Medvédev (2008- 2012)
- Vladimir Putin (2012-...)